# Indra Mantis
El Indra Mantis es un UAV español de pequeño tamaño diseñado y fabricado por Indra Sistemas y Tecnoepoxy UAV's. 

## Desarrollo
Con una envergadura de 2,10 m, puede ser transportado y operado fácilmente por una o dos personas, facilitando que las unidades terrestres del ejército puedan observar cualquier objeto, estático o en movimiento, hasta 10 kilómetros desde su posición, logrando ver "al otro lado de la colina", aumentando su protección.
El aparato fue presentado en 2011 y realizó en abril de 2012 una demostración de vuelo en Cádiz, junto al Pelícano, otro aparato fabricado por Indra.
El Mantis efectuó en dicha demostración un vuelo autónomo, siguiendo un plan de vuelo preestablecido, y exploró la zona utilizando una cámara electroóptica giroestabilizada que envió imágenes en tiempo real. Desde la estación de control de tierra los operadores siguieron el vuelo y recibieron las imágenes. El sistema está adaptándose para incorporar un sistema de aterrizaje de precisión por láser.

## Especificaciones
Referencia datos: Compañía Indra

### Características generales
- Tripulación: 2 (dos operadores de equipos)
- Longitud: 1,32 m
- Envergadura: 2,1 m
- Altura: 0,27 m
- Superficie alar: 0,5 m²
- Peso máximo al despegue: 5,2 kg
- Planta motriz: 1× motor eléctrico .
  - Potencia:
- Hélices: 1× Plegable por motor.

### Rendimiento
- Velocidad nunca excedida (Vne): 100 km/h
- Velocidad crucero (Vc): 55 km/h
- Velocidad de entrada en pérdida (Vs): 30 km/h
- Alcance: 60-75 min
- Radio de acción: 10 km

### Listas relacionadas
- Anexo:Vehículos aéreos no tripulados